# Тигемберг
Тигемберг (нидерл. Tiegemberg) — холм в бельгийской провинции Западная Фландрия в районе Анзегем. При высоте в 82 метра является одной из самых высоких вершин в междуречье Шельды и Лейе. Глинистая подпочва холма не подверглась эрозии, что позволило сформировать данный курган. В южном склоне имеется родник, течение вод которого образует щелевидный овраг. На Тигемберге находится культурно-исторический парк Синт-Арнольдус.
На Тигемберге также расположена мельница Бергмолен, которая является охраняемым памятником с 1960 года.
Булыжная дорога на вершину в 60-х годах 20 века была заасфальтирована.

## Велоспорт
Подъём был включён в Тур Фландрии 23 раза (1919—1931, 1950, 1991—1996, 2011, 2013, 2015). Склон всегда являлся первым в этих гонках, за ним следовали Кваремонт (1919—1927, 1929—1931, 1950 и 1992), Ауде Кваремонт (1991, 2015), Клюйсберг (1993—1996), Нокереберг (2011) или Тааенберг (2013). Исключением был 1928 год, когда подъём был пройден как второй из трёх подъёмов между Кваремонтом и Круисбергом .
Тигемберг несколько раз покорялся во время чемпионата мира 1957 года и чемпионата Бельгии 2020 года.
Тигемберг также был включён в Гент — Вевельгем в общей сложности пять раз (1935, 1945, 1946, 1960 и 1977). Он также часто является частью маршрута таких гонок как E3 Саксо Банк Классик, Кюрне — Брюссель — Кюрне, Дварс дор Фландерен, Классика Брюгге — Де-Панне , Три дня Западной Фландрии, Нокере Курсе, Омлоп Хет Ниувсблад для женщин и некоторых местных гонок.